# Ягода малинка
«Ягода малинка» — песня российского певца Хабиба, выпущенная 17 ноября 2020 года на лейбле FOMENKOF.

## Успех
Композиция вышла 17 ноября 2020 года, а 24 декабря вышел видеоклип, который покорил YouTube и различные чарты. «Когда я уходил из полиции, мне сказали у меня ничего не получится! Когда я включил „Ягоду-малинку“, мне сказали что это очень слабая песня! Но я никого не слушал и делал то, что люблю», написал Хабиб в соц. сетях.

### Награды и номинации
| Год  | Премия       | Категория/работа              | Результат | Ист.  |
| ---- | ------------ | ----------------------------- | --------- | ----- |
| 2021 | Премия RU.TV | Лучший старт: «Ягода малинка» | Номинация | [ 4 ] |

### Рейтинги
| Год  | Издатель      | Рейтинг                                    | Место | Прим. |
| ---- | ------------- | ------------------------------------------ | ----- | ----- |
| 2021 | ВКонтакте     | Топ треков года                            | 7     | [ 5 ] |
| 2021 | Одноклассники | Топ-10 самых добавляемых песен в плейлисты | 1     | [ 6 ] |

## Музыкальное видео
24 декабря 2020 года вышел музыкальный клип на песню. Чуть больше чем за месяц клип посмотрели более 33 миллионов раз. В ролике исполнитель танцует с девушкой в русском народном костюме, рассказывая о том, как влюблён в неё.

## Чарты

### Ежедневные чарты
| Чарт (2020—2021)       | Высшая позиция |
| ---------------------- | -------------- |
| Россия (ВКонтакте)     | 9              |
| Россия (BOOM)          | 1              |
| Россия (СберЗвук)      | 3              |
| Россия (YouTube Music) | 3              |
| Россия (Одноклассники) | 1              |
| Россия (Яндекс.Музыка) | 2              |
| Россия (Муз-ТВ Чарт)   | 3              |

### Еженедельные чарты
| Чарт (2020—2021)                   | Высшая позиция |
| ---------------------------------- | -------------- |
| Россия (Top Radio & YouTube Hits)  | 1              |
| Украина (Top Radio & YouTube Hits) | 1              |
| Россия (Top YouTube Hits)          | 1              |
| Россия (Shazam)                    | 13             |

### Ежемесячные чарты
| Чарт (2021)                        | Высшая позиция |
| ---------------------------------- | -------------- |
| Россия (TikTok)                    | 2              |
| Россия (Top Radio & YouTube Hits)  | 1              |
| Украина (Top Radio & YouTube Hits) | 1              |
| Россия (Top Radio Hits)            | 63             |
| Украина (Top Radio Hits)           | 32             |
| Москва (Top Radio Hits)            | 89             |
| Киев (Top Radio Hits)              | 52             |
| Россия (Top YouTube Hits)          | 1              |
| Украина (Top YouTube Hits)         | 1              |

### Годовые чарты
| Чарт (2021)                        | Высшая позиция |
| ---------------------------------- | -------------- |
| Россия (Top Radio & YouTube Hits)  | 1              |
| Украина (Top Radio & YouTube Hits) | 1              |
| Россия (Top Radio Hits)            | 95             |
| Украина (Top Radio Hits)           | 78             |
| Москва (Top Radio Hits)            | 153            |
| Россия (Top YouTube Hits)          | 1              |
| Украина (Top YouTube Hits)         | 1              |